# میرتل (ویرجینیای غربی)
میرتل (به انگلیسی: Myrtle) یک منطقهٔ مسکونی در ایالات متحده آمریکا است که در شهرستان مینگو، ویرجینیای غربی واقع شده‌است. میرتل ۲۲۰٫۰۷ متر بالاتر از سطح دریا واقع شده‌است.